# Pont Charles-Martel sur la Cèze
Le Pont Charles-Martel sur la Cèze est un pont français situé dans le village gardois de La Roque-sur-Cèze traversant la rivière Cèze (affluent du Rhône) en contrebas du village.

## Historique
Selon les estimations, sa date de construction se situerait entre le XIIe siècle et le XIVe siècle.
En 1980, le pont est classé monument historique .
En septembre 2002, une importante crue de la Cèze l'a fortement endommagé .

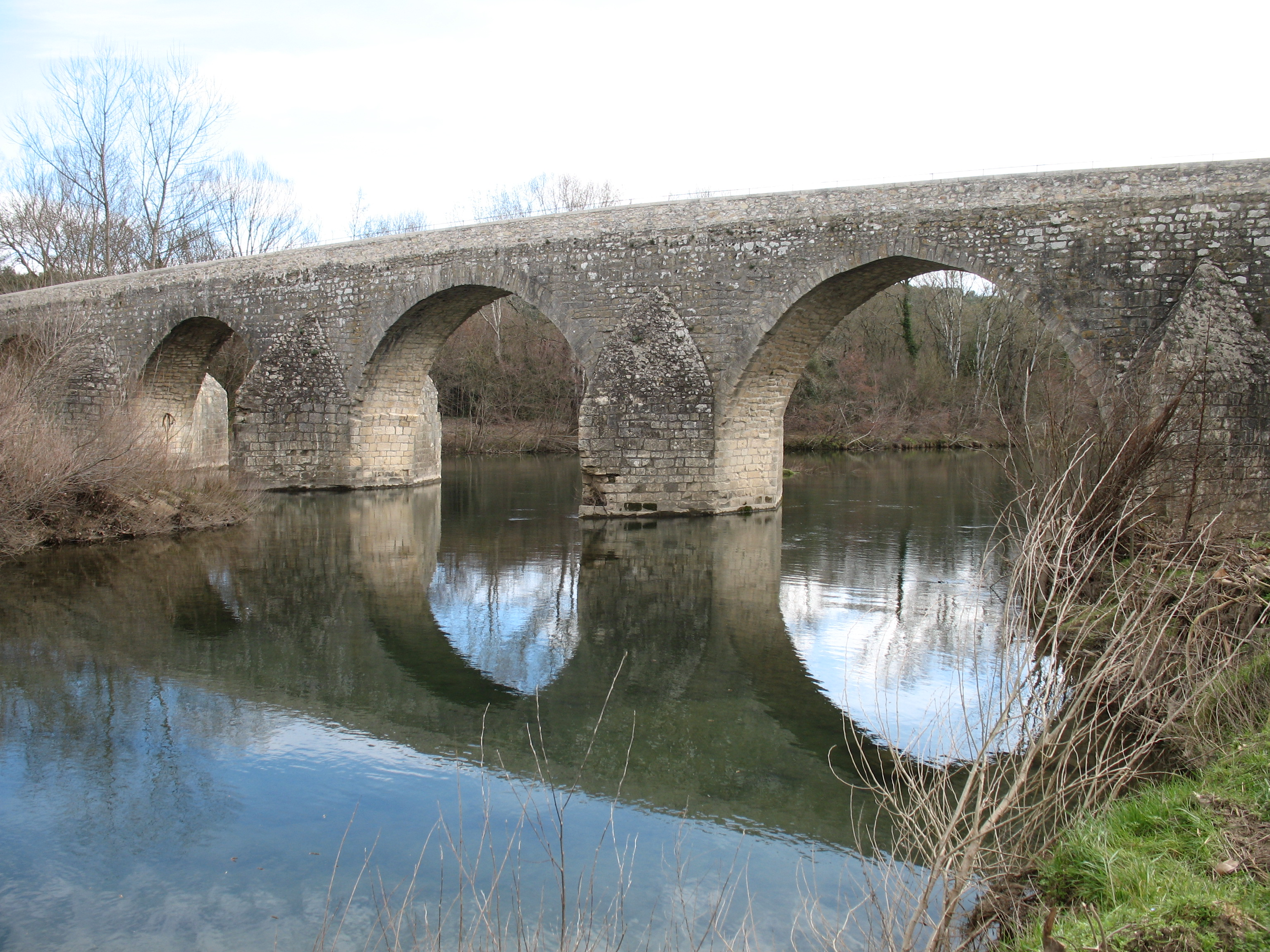
Vue du pont en amont.
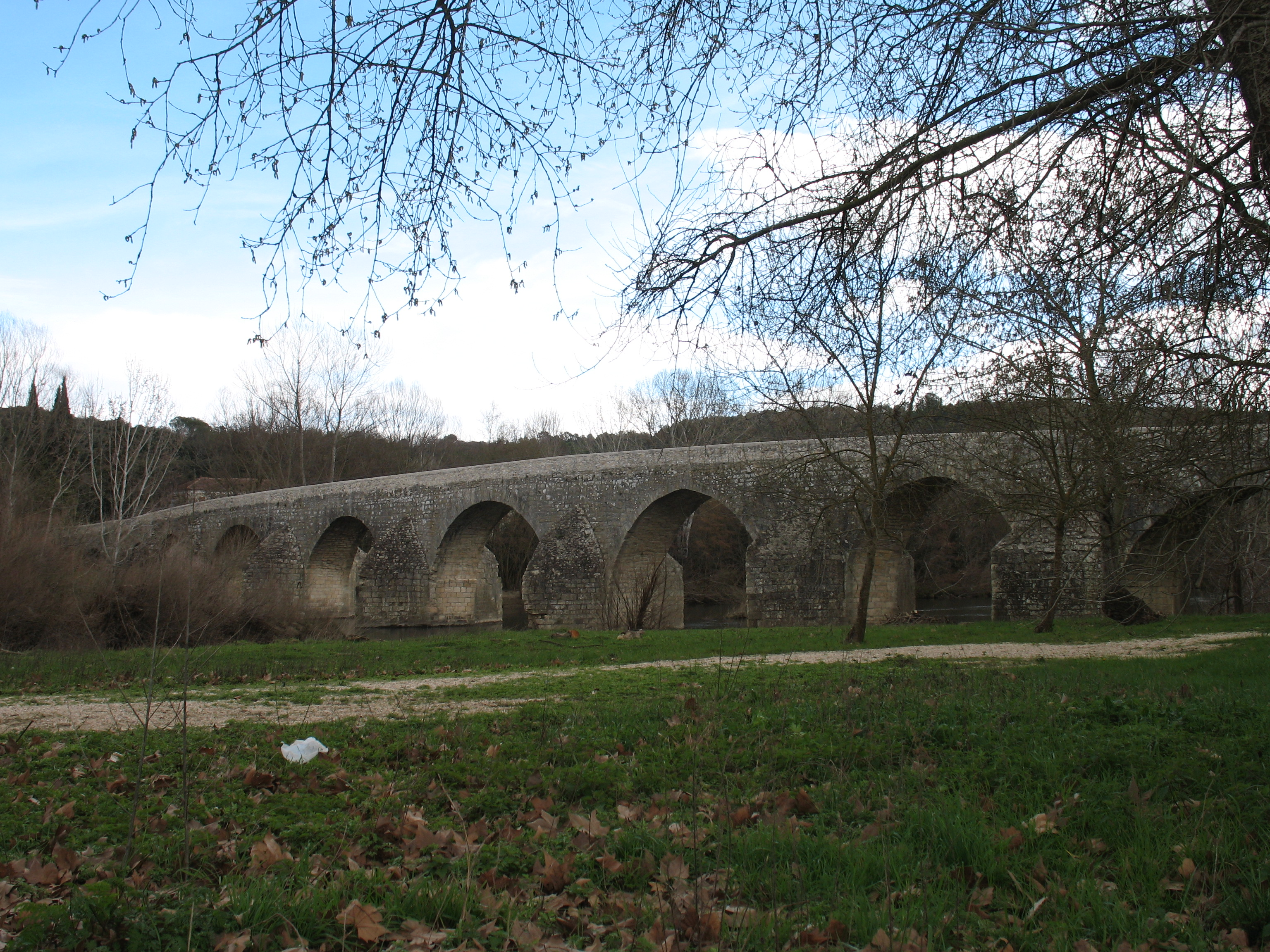
Vue générale du pont en amont.
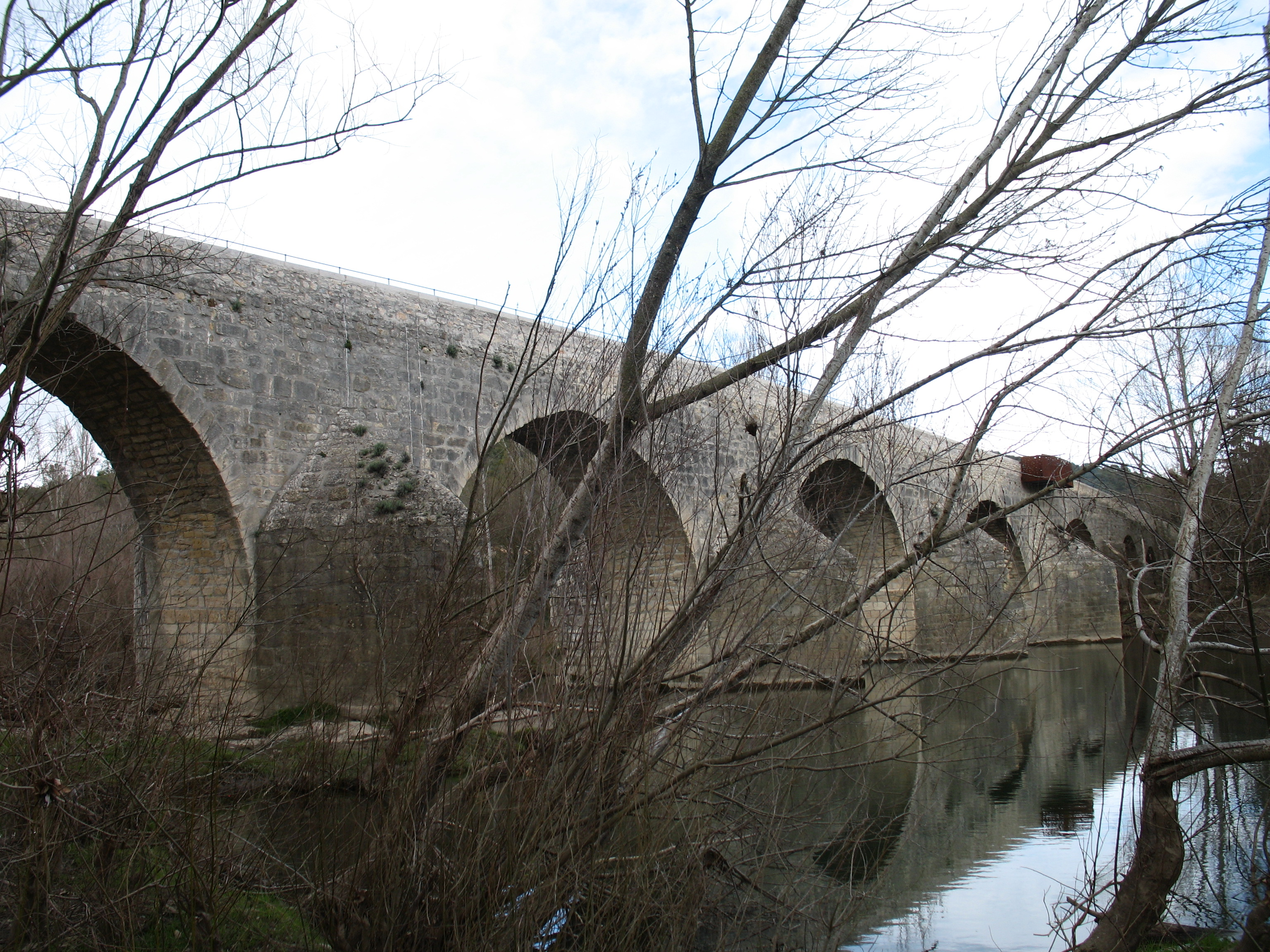
Vue du pont en aval.
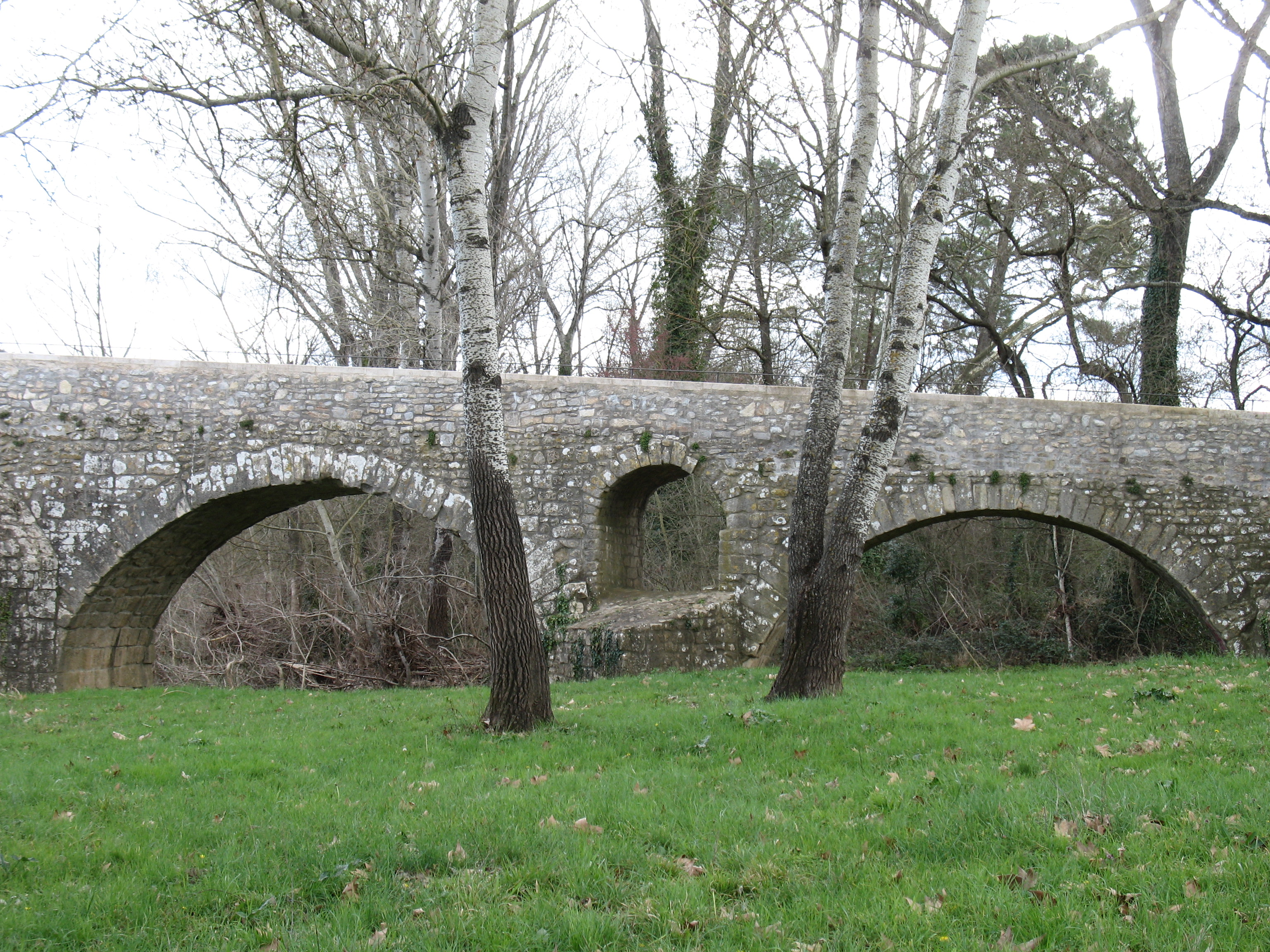
Arches et dégueuloir.
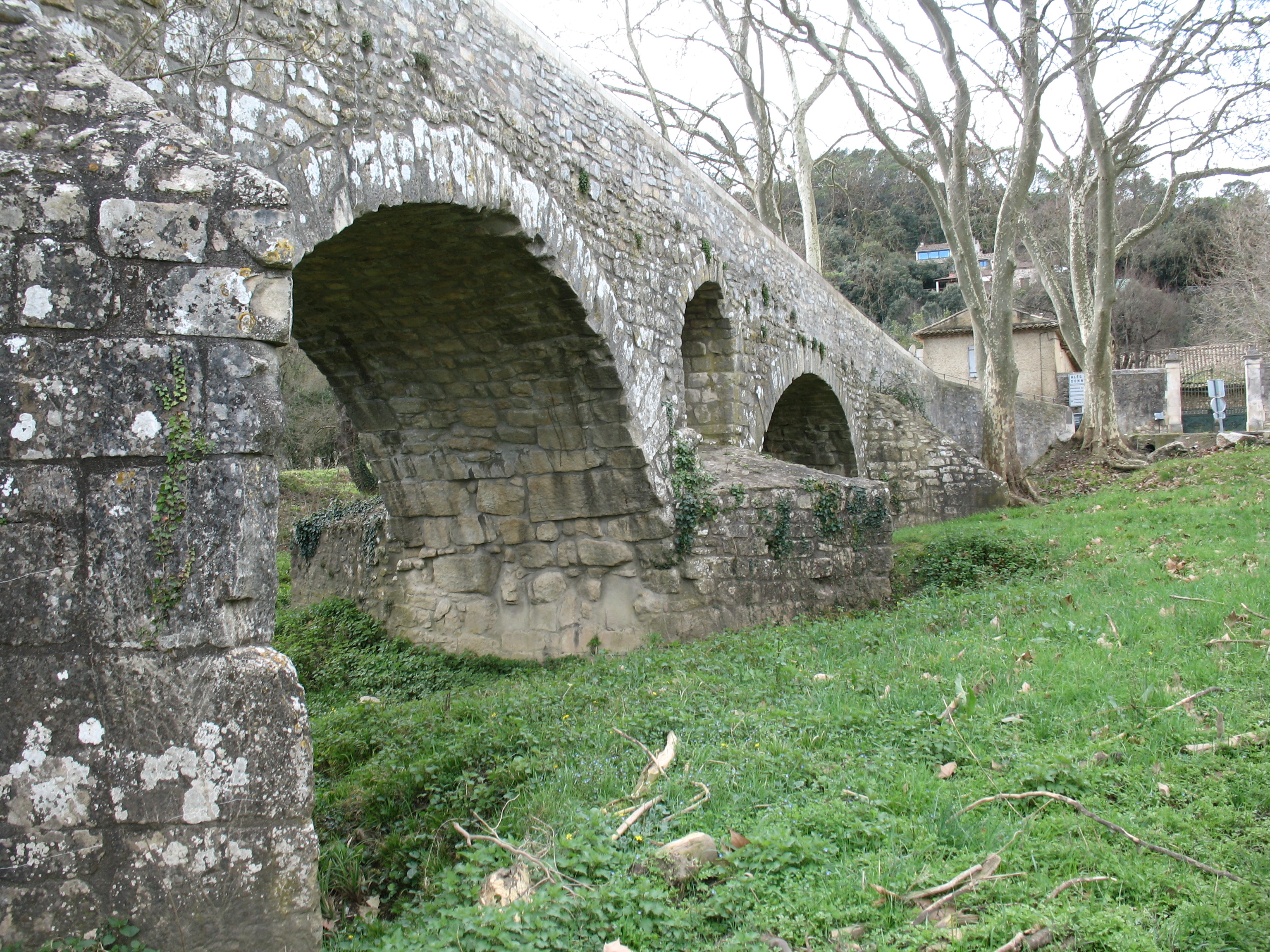
Arches et rive droite vers La Roque-sur-Cèze.
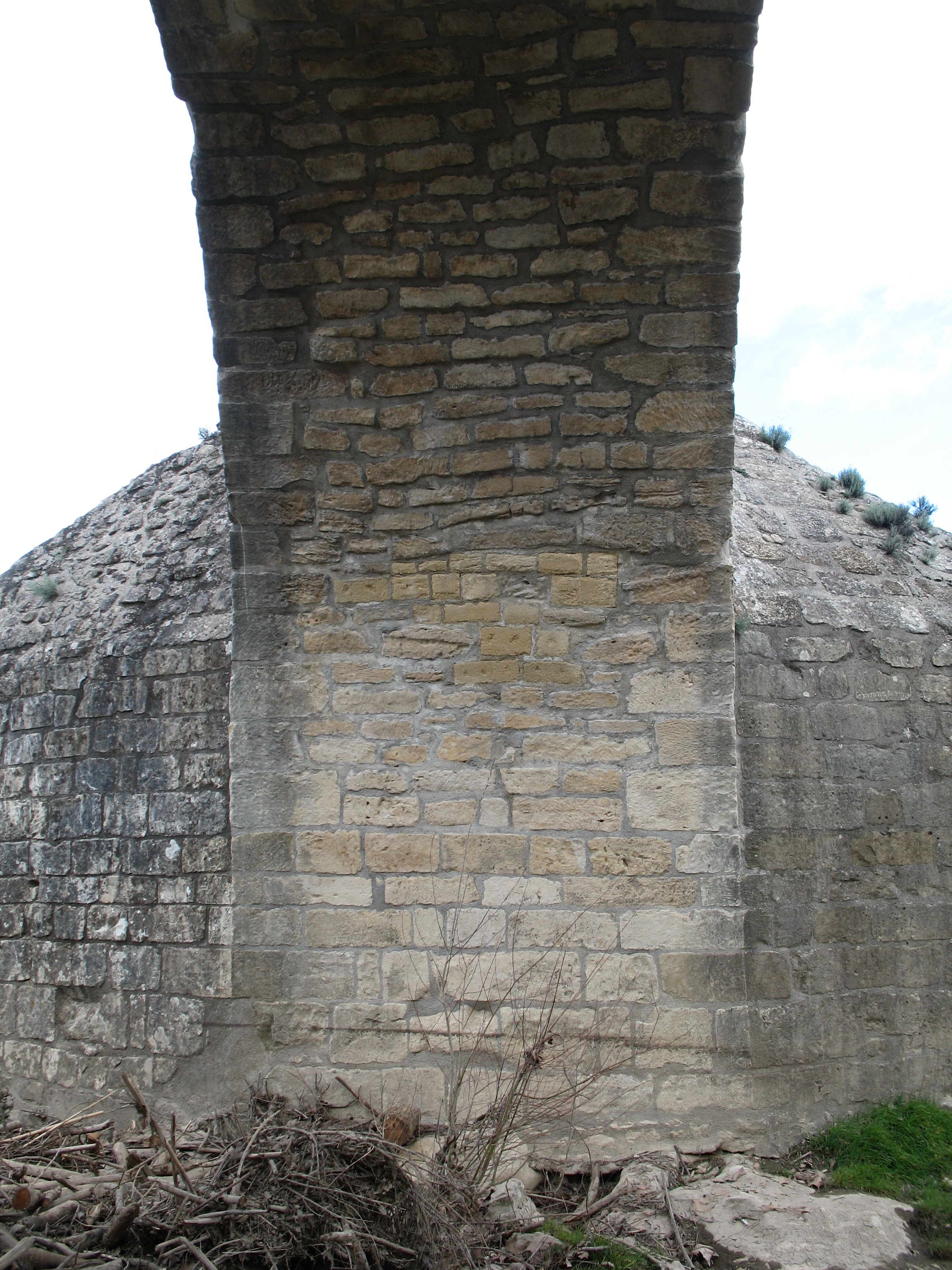
Pile du pont.
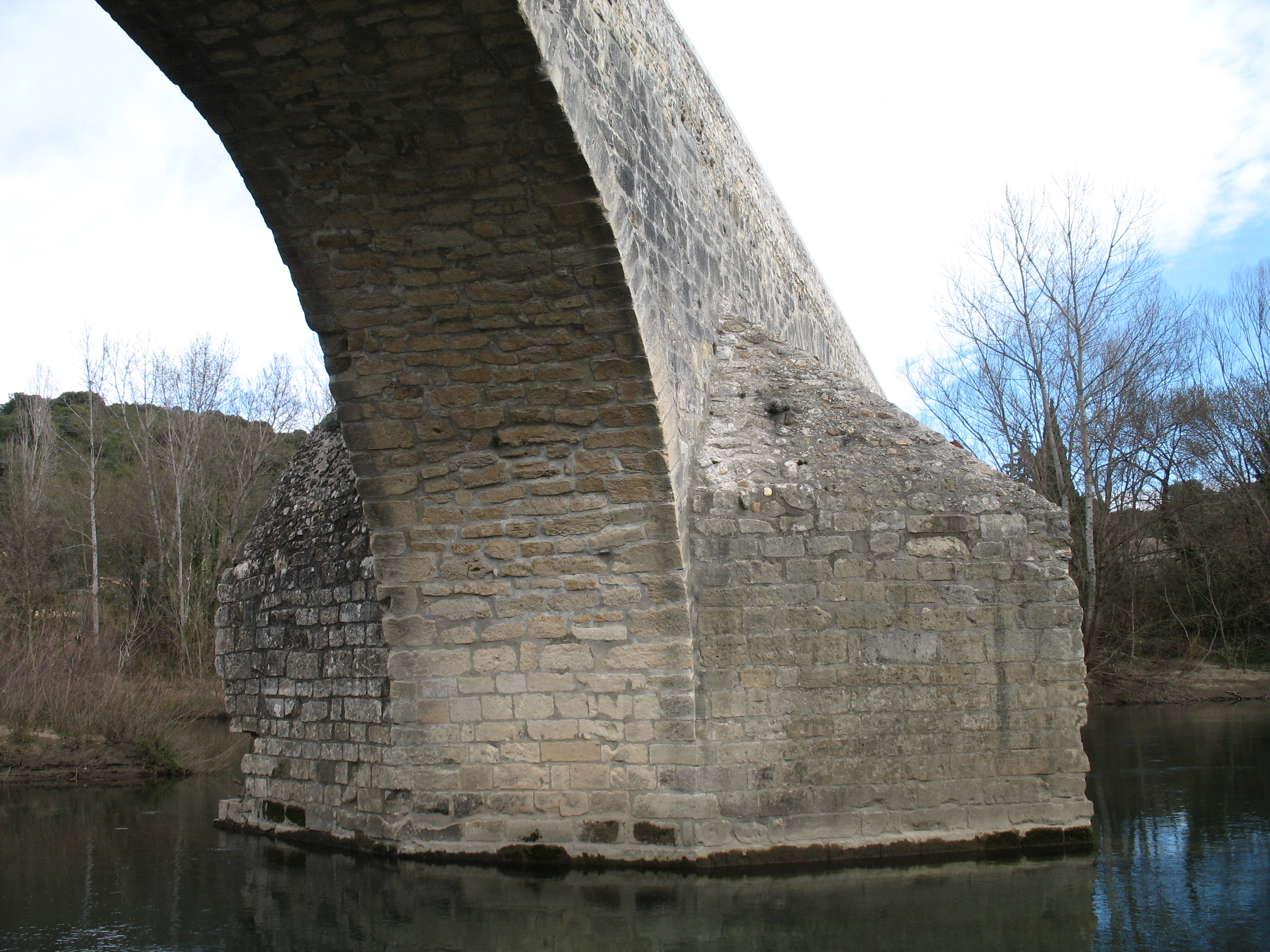
Pile du pont.
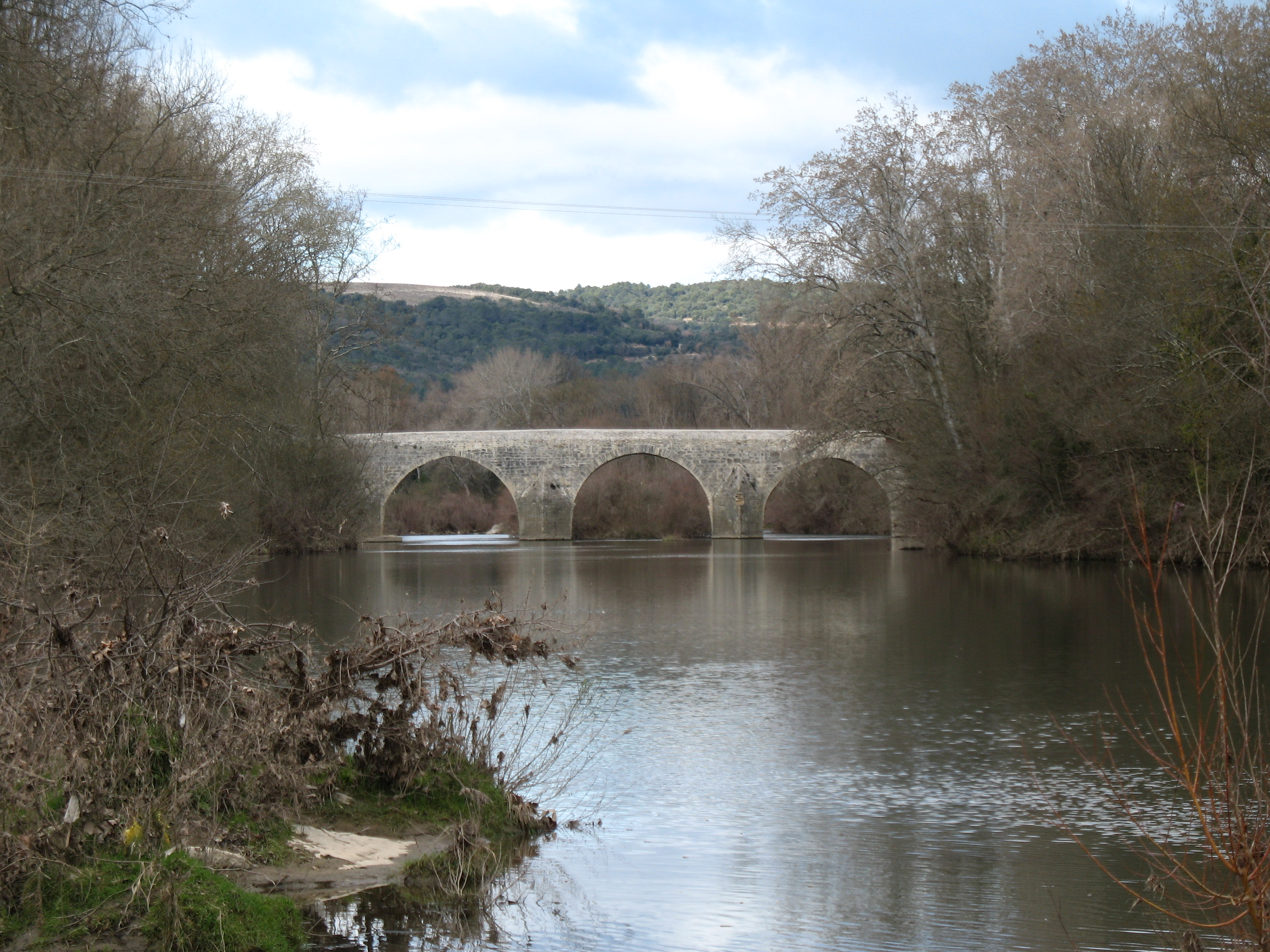
Vue du pont en aval.
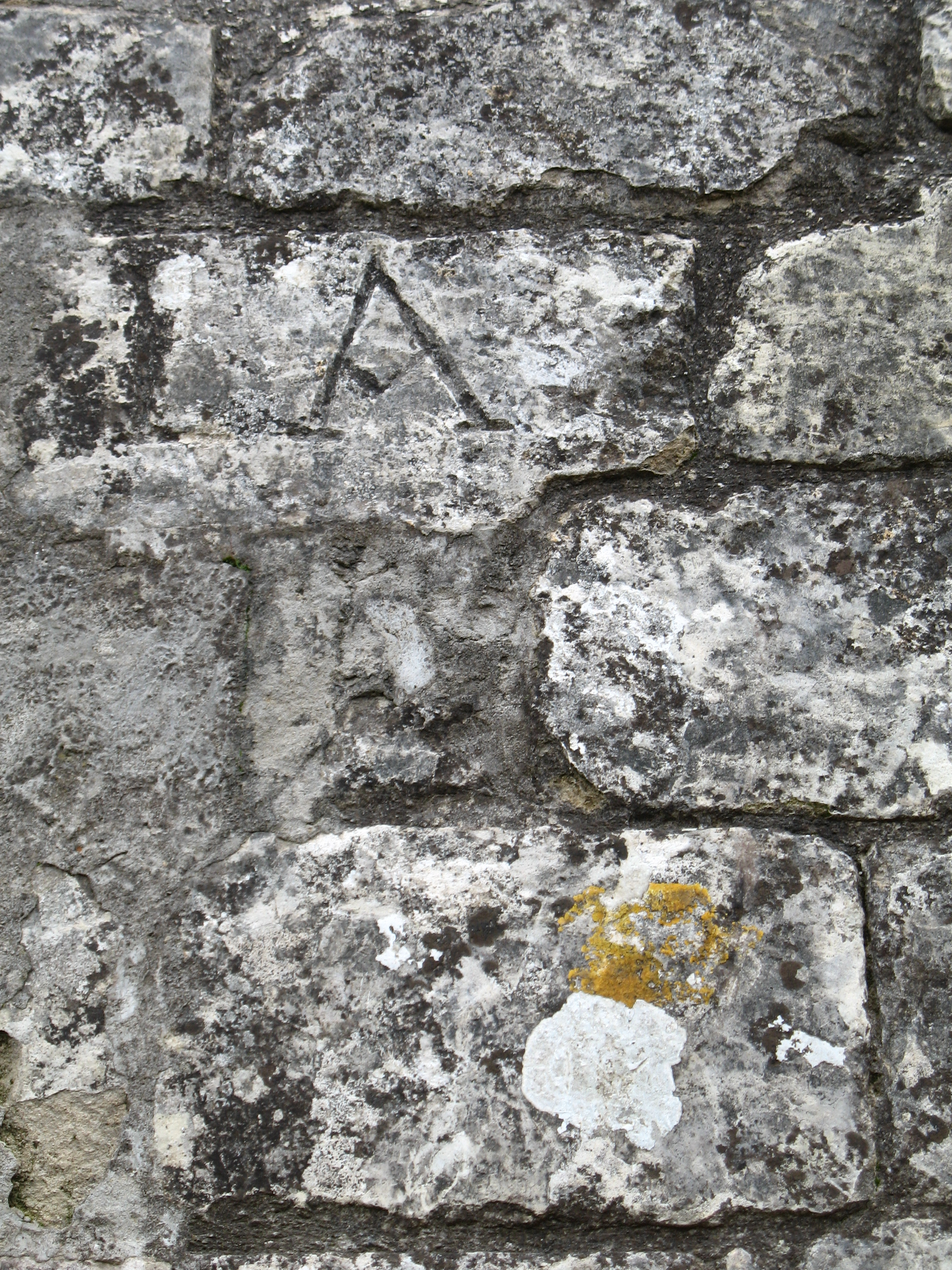
Détail sur une pile du pont amont.